# Ancistrus greeni
Az Ancistrus greeni a sugarasúszójú halak (Actinopterygii) osztályának harcsaalakúak (Siluriformes) rendjébe, ezen belül a tepsifejűharcsa-félék (Loricariidae) családjába tartozó faj.

## Rendszertani eltérés
Ez a halfaj, korábban a Chaetostoma harcsanembe volt besorolva.

## Előfordulása
Az Ancistrus greeni Dél-Amerikában fordul elő. Peru egyik endemikus hala.

## Megjelenése
Ez a tepsifejűharcsafaj legfeljebb 6,5 centiméter hosszú.

## Életmódja
A trópusi édesvizek lakója. Mint a többi algaevő harcsafaj, a víz fenekén él és keresi meg a táplálékát.